# Chapman épület
A Chapman Hall (angolul: Chapman Hall) az Oregoni Egyetem létesítménye az Amerikai Egyesült Államok Oregon államának Eugene városában. Az 1930-as évek végén Ellis F. Lawrence által tervezett létesítményt a tehetséggondozó főiskola használja.
Az épület felújításakor energiatakarékos épületgépészeti megoldásokat alkalmaztak, amivel megkapta a LEED arany fokozatú energiahatékonysági tanúsítványát.

## Története
Az épületet 1937-ben tervezte a Lawrence, Holford and Allyn; főépítésze Ellis F. Lawrence volt. A kivitelezés 1938 decemberétől és 1939 októberéig tartott. Névadója Charles H. Chapman, az egyetem második rektora; az építkezést szövetségi támogatásokból és hallgatói bevételekből finanszírozták. Az új társadalomtudományi épület első szintjén könyvesbolt, második szintjén az angol nyelvi tanszék, míg harmadik szintjén a háztartástani képzés volt. Az 1939 és 1966 között hallgatók által üzemeltetett könyvesbolt eredeti helyét kövezett rész, és az ott elhelyezett padok jelzik.

## Építése
A mediterrán stílusú, téglalap alakú épület főhomlokzata nyugat felé néz. Anyaga beton, burkolata terrakotta és tégla, ablakai fémből készültek; ez az egyetem első tűzálló létesítménye. 1981-ben legfelső szintjén irodákat alakítottak ki. Belső tereinek faburkolata és kerámiaburkolatú kandallója fennmaradtak. 1942-ben a 223-as terem falára felkerült E. R Scott vizsgamunkaként készült, neves személyeket (például Thomas Paine és Thomas Jefferson) ábrázoló festménye.

## Fordítás
- Ez a szócikk részben vagy egészben  a   Chapman Hall című angol Wikipédia-szócikk ezen változatának fordításán alapul.  Az eredeti cikk szerkesztőit annak laptörténete sorolja fel. Ez a jelzés csupán a megfogalmazás eredetét és a szerzői jogokat jelzi, nem szolgál a cikkben szereplő információk forrásmegjelöléseként.